# Джонатан Суифт
Джонатан Суифт (на английски: Jonathan Swift) е ирландско-британски писател и публицист. Писал е и под много псевдоними, между които Айзък Бикърстаф (Isaac Bickerstaf).
Първото му произведение е памфлетът „Битката на книгите“ (1697) – жестоко разобличаване и осмиване на поборниците за идейно и културно обновяване на буржоазната цивилизация. Връх в творчеството му е романът „Пътешествията на Гъливер“ (1726). Основният похват в сатирата на Суифт е реалистичната пародия. В произведенията му е показана идейната панорама на ранното английско Просвещение.

## Биография
Роден е в Дъблин, Ирландия на 30 ноември 1667 г. Той е второто дете и единственият син на Джонатан Суифт (1640 – 1667) и съпругата му Абигейл Ерик (или Херик). Баща му, родом от Гудрич, Херефордшър, Англия заедно с братята си търсят справедливостта пред закона, след като имуществото на баща им е унищожено по време на Гражданската война в Англия. Умира 7 месеца преди Джонатан да се роди и майка му се връща в Англия, като го оставя на грижите на влиятелния му чичо Годуин, близък приятел и довереник на сър Джон Темпъл, чийто син по-късно наема Суифт за секретар.
Суифт има няколко интересни роднински литературни връзки: баба му Елизабет (Драйдън) Суифт е племенница на сър Еразмус Драйдън, дядото на поета Джон Драйдън. Лелята Катрин (Тръкмортън) Драйдън на същата баба е първа братовчедка на Елизабет, съпругата на сър Уолтър Роли. Прабабата му Маргарет (Годуин) е сестра на Франсис Годуин, автор на „Човекът на луната“, който влияе отчасти на „Пътешествията на Гъливер“. Чичо му Томас Суифт е женен за дъщерята на поета и драматург сър Уилям Дейвнант, кръщелник на Уилям Шекспир.
Чичо му Годуин Суифт поема отговорност за младия Джонатан и го праща заедно с негов братовчед в Килкени Колидж. През 1682 г., финансиран от Уилоуби, сина на Годуин, Джонатан Суифт посещава и завършва Тринити Колидж на Дъблинския университет. Там придобива бакалавърска степен през 1686 г. и се сприятелява с Уилям Конкрийв.
Суифт учи за магистър, когато политическите проблеми в Ирландия около Славната революция го принуждават да замине за Англия. Там майка му помага да получи работа като секретар и личен асистент на сър Уилям Темпъл в Мур Парк, Фарнъм. Темпъл е английски дипломат, който след като е ръкоположен от Тройния съюз през 1668 г., се оттегля като обществена личност и почва да пише своите мемоари. Печелейки доверието на своя работодател, Суифт често получава въпроси от голямо значение. В рамките на 3 години Темпъл го представя пред Уилям II и го изпраща в Лондон, за да призове краля да даде съгласието си за законопроект за тригодишния парламент.
През 1690 г. Суифт заминава за Ирландия заради здравословни проблеми, но се завръща в Мур Парк през следващата година. Страда от виене на свят, като впоследствие става ясно, че това ще е през целия му живот. Суифт получава магистърска степен в Оксфорд по време на втория си престой с Темпъл.
Суифт е ръкоположен за свещеник от Църквата в Ирландия през 1694 г., а през 1695 г. става доктор по богословие и викарий в Ларакол (Ирландия). През 1701 г. е назначен за пребенда на Килрут в епархията на Конър.
Той е нещастен в новата си длъжност, заради която е изолиран в малка, откъсната общност, далеч от центровете на власт и влияние. В Килрут Суифт има връзка с Джейн Уоринг, сестра на негов приятел от колежа. Има запазено писмо от него, в което ѝ предлага да остане, ако тя се омъжи за него, и обещава никога да не напуска Ирландия. Предполага се, че тя е отказала, защото той напуска заемания пост и се връща в Англия, в Мур Парк, като остава там до смъртта на Темпъл.
Темпъл умира на 27 януари 1699 г. и Суифт заявява, че всичко добро в човечеството си е отишло със смъртта на неговия покровител. Суифт остава за кратко в Англия, за да завърши мемоарите на Темпъл, надявайки се, че ще получи признание за работата си. Но именно заради тези действия той си намира врагове, като най-яростен от тях е сестрата на Темпъл – лейди Жифар, която го обвинява в недискретност.
Джонатан Суифт умира в Дъблин на 18 октомври 1745 г.

## Творчество
През 1702 г. Суифт получава докторска степен в колежа Тринити в Дъблин. Същата пролет пътува за Англия, а след това се връща в Ирландия, придружен от Естър Джонсън и Ребека Динглий. Загадка са взаимоотношения му с Джонсън: мнозина смятат, че е бил тайно женен за нея. Други, като икономката му Брент и Ребека Динглий, отхвърлят слуховете.
По време на посещенията си в Англия Суифт написва първите си произведения, определени като памфлети: „Битка между книгите“ и „Приказка за бъчвата“. Тези творби излизат от печат след смъртта на Уилям Темпъл, но са били известни в ръкописните си варианти.
По същото време Суифт се сприятелява с Александър Поуп, Джон Гей и Джон Арбътнот, които са ядрото на клуба на Мартин Скрайблърс. Суифт става все по-активен в политиката. Той е във вътрешния кръг на правителството на торите. Често действа като посредник между Хенри Джон (държавен секретар на външните работи) и Робърт Харли (главен касиер и министър-председател). Суифт записва случващото се по време на тези трудни за Англия моменти в писма до Естър Джонсън. Преди падането на правителството на торите Суифт се надява, че ще бъде назначен в църква. Кралица Анна изпитва неприязън към него и осуетява намеренията му. По-късно Джонатан Суифт е принуден да напусне Англия.
След това се установява пак в Ирландия, където започва и работата си по „Пътешествията на Гъливер“.

### Проза
Първите му големи прозаични творби, които го утвърждават като автор са памфлетите „Битка между книгите“ и „Приказка за бъчвата“.
„Битката между книгите“ е произведение в стил бурлеска, което му печели име като писател. Творбата е отглас от актуалния по това време спор за „битката“ между древните и модерните. Творбата Суифт написва в подкрепа на своя покровител. Остроумното в бурлеската на младия писател е умението му да представи нагледно и комично един абстрактен спор. „Битката между книгите“ загатва безспорния талант на сатирик и хуморист на Суифт още в началото на кариерата му.
„Приказка за бъчвата“ се смята за най-значителното произведение на Суифт след „Пътешествията на Гъливер“. Тази творба също е определяна като памфлет или като философска бурлеска. Тя представлява сатира срещу религията и църквата. Първите ѝ 5 издания са анонимни, защото Суифт се притеснявал от отрицателни отзиви. Голяма част от творбата заема притчата за тримата братя и полученото то тях наследство – връхни дрехи от баща си със заръката да ги пазят. Това е алегория на трите вида християнска църква – католическата, англиканската и пуританската. Възприемането на творбата не е еднозначно и дори възпрепятства изкачването на Суифт в църковната йерархия по-късно.
През 1708 г. обущар на име Джон Партридж публикува популярен годишник. Той определя смъртта на няколко църковни служители. Суифт обаче напада Партридж, като пародира смъртта му. По-късно твърди, че в действителност е починал, което е прието, въпреки изявленията на самия обущар.
„Писмата на Драпиер“ е серия от брошури срещу монопола.
„Пътешествията на Гъливер“ е роман в четири части, той е публикуван през 1726 година. Книга на Суифт е всъщност една пародия на романа на Даниел Дефо „Робинзон Крузо“, той осмива желанието му и на други писатели от същата епоха да представят фантастични истории като реалистични или документални. Похватът, които Суифт използва се нарича реалистична фантастика или фантастичен реализъм.
През 1729 г. Суифт публикува „Скромно предложение“ („Скромно предложение за избягване на това децата на бедняците да бъдат в тежест на родителите си или на страната, като бъдат направени полезни за обществото“), сатира, в която разказвачът умишлено и с гротески елементи препоръчва на ирландците да избягат от бедността, продавайки децата си за храна на богатите.

## Произведения
- Dissensions in Athens and Rome (1701)
- The Tale of a Tub (1704)
- The Battle of the Books (1704)
- Bickerstaff Predictions for 1708 (1707)
- The Sentiments of a Church of England Man (1708)
- Arguments Against Abolishing Christianity (1708)
- Letter upon the Sacramental Test (1708)
- Project for the Advancement of Learning (1709)
- Ancient Prophecy (1709)
- Sid Hamet’s Rod (1710)
- Meditation upon a Broomstick (1710)
- Short Character of the Earl of Wharton (1710)
- The Conduct of the Allies (1711)
- The Representation of the House of Commons on the State of the Nation (1711)
- An Address of Thanks to the Queen (1711)
- Proposal for Correcting, Improving, and Ascertaining the English Tongue (1712)
- Reflections on the Barrier Treaty (1712)
- Remarks on the Bishop of Sarum's Introduction to His Third Volume of the History of the Reformation (1712)
- Journal to Stella (1710 – 13)
- The Public Spirit of the Whigs (1713?
- Free Thoughts on the State of Public Affairs)
- Cadenus and Vanessa (1713)
- A Proposal for the Universal Use of Irish Manufactures, &c (1720)
- The Drapier’s Letters (1724)
- Gulliver’s Travels (1726)
Пътешествията на Гъливър, изд.: „Народна култура“, София (1979), прев. Боян Атанасов, Теодора Атанасова
- Miscellanies (1727)
- A short view of the state of Ireland. Harding, Dublin 1727/1728)
  - Reprint: Pickering & Chatto, London 2005. In: Leslie A. Clarkson, E. Margaret Crawford: An account of the rise, progress, and decline of the fever lately epidemical in Ireland
- A Modest Proposal for Preventing the Children of Poor People from Being a Burthen (1729)
- A Letter from the Grand Mistress of the Female Free-Masons to Mr. Harding, the Printer (1731)?
- The Day of Judgment (1731)
- Verses on the Death of Dr Swift (1731)
- Rhapsody of Poetry (1735)
- The Legion Club (1736)
- Upon Sleeping in Church (издадена посмъртно)
- History of the Peace of Utrecht (издадена посмъртно)
- Directions to Servants (издадена посмъртно)